# Nina Tapula

Insigne de l'armée de l'air zambienne.

Nina Tapula, née en décembre 1996, est une aviatrice militaire de la force aérienne zambienne et première femme à devenir pilote militaire en Zambie.

## Biographie
Elle naît en décembre 1996.
Dans les années 1990, elle est devenue la première femme à devenir pilote militaire en Zambie,,,.
En 2019, Tapula reçoit le prix spécial du président lors des Stanbic Anakazi Women of the Year Awards, en reconnaissance de son exploit pionnier en tant que première femme pilote de l’armée de l’air zambienne,,.